# Ariel Pacho
Ariel Pacho (Comodoro Rivadavia, Chubut, Argentina; 10 de mayo de 1968) es un piloto de automovilismo argentino, miembro de la reconocida familia regional Pacho, participante de las categorías nacionales Turismo Carretera y Top Race. Es reconocido a nivel nacional por ser referente de la marca Torino Cherokee en el Turismo Carretera.
Pacho, además de automovilista, es también ingeniero civil, recibido en la Universidad Nacional del Sur (Bahía Blanca).
Debutó en el Turismo Carretera en el año 2002 a bordo de una Coupé Chevy, luego de obtener el subcampeonato de TC Pista del año anterior con la misma marca. Este año, alternó con tres marcas distintas, ya que luego de pilotear el Chevy pasó a correr con un Ford Falcon y más tarde con un Dodge Polara (Dodge Cherokee). A partir del año 2003, comenzó a ser adalid del Torino Cherokee, cuando luego de disputar un año completo con dicho modelo, nunca más cambió de marca.
En el año 2007 sufrió un duro accidente con su coche particular, lo que lo obligó a estar un año y medio fuera de las pistas. Regresó al TC con su equipo propio y con asesoramiento del HAZ Racing Team, donde corrió hasta el año 2011 con un Torino Cherokee. También incursiona en el Top Race, donde compite con un Mercedes-Benz Clase C, del equipo PSG16 Team.

## Trayectoria
- 1993: Debuta en la Monomarca 147 ACTC -que corría junto al Turismo Carretera- en Punta Indio. El auto fue construido íntegramente en Bahía Blanca por "Tito" Rodríguez. Se instala en Buenos Aires, donde estudia Ingeniería Civil.
- 1994: Otro año en la Monomarca 147, con preparación de Pablo Materi y atención propia en Villa Martelli. Consigue su primera victoria también en Punta Indio, cerrando su primera temporada completa en la categoría.
- 1995: No compite oficialmente, pero participa en el Concurso de la Escuela de Pilotos de Néstor Gurini. De los 650 aspirantes quedan 4, entre los que estaba Ariel.
- 1996: Participa en las últimas tres fechas de la Monomarca Gol y logra tres podios. La categoría compartía sus fechas con el TC2000. Los autos eran preparados por Cristian Tyskiewiez, expiloto de Turismo Nacional.
- 1997: Compite desde la 4.ª fecha en la Monomarca Gol. Luego de disputar 11 carreras de las 14 que tuvo el calendario finaliza 3.º en el campeonato. Obtiene dos victorias consecutivas, en Río Cuarto y Nueve de Julio.
- 1998: Continúa en la Monomarca Gol, donde otra vez consigue dos triunfos consecutivos, esta vez en Alta Gracia y Mar del Plata.
- 1999: Vuelve a Chubut para correr en el TC Comodorense, donde disputa 4 competencias con Ford y 4 con Chevrolet. Termina 4.º en el campeonato.
- 2000: Obtiene dos subcampeonatos: en el TC Comodorense con una Chevy y en el Desafío Chrysler (categoría telonera del TC2000), donde cosecha 2 victorias -Trelew y Bahía Blanca-, 4 podios, 2 pole positions y 1 récord de vuelta.
- 2001: Conquista un subcampeonato más en el TC Comodorense con Chevrolet. Debuta en el TC Pista, donde también es subcampeón, con una victoria en Nueve de Julio al mando de una Chevy atendida en el chasis por Alberto Canapino y por "Rody" Agud en el motor. Además, obtiene otros 4 podios.
- 2002: Participa en dos carreras del TC Pista con una Chevy y logra un podio. Debuta en el Turismo Carretera con el Chevrolet N.º 128 (ex TC Pista) en la cuarta fecha, en Trelew y abandona. También corre con un Falcon (ex Catalán Magni) y con un Dodge (ex Redolfi), con el que finaliza la temporada. Disputa 13 competencias, siendo su mejor resultado un 10.º puesto en Buenos Aires (10/11) y termina el campeonato 36.º con 33 puntos.
- 2003: Disputa toda la temporada con el Torino Cherokee preparado por Alberto Canapino y motorizado por Fabio Di Palma. Finaliza 9.º el campeonato con 120 puntos, producto de 1 podio (3.º en Salta), 6 arribos entre los 10 primeros de la Final y 2 triunfos en series (Olavarría y Rafaela).
- 2004: Consigue un segundo puesto muy discutido en Rafaela cuando la carrera se dividió en dos por el accidente de Emanuel Moriatis y la victoria finalmente, por suma de tiempos, fue para Ernesto Bessone, entonces campeón reinante. Debuta en Top Race al comando de un BMW Serie 3, en la carrera corrida en Resistencia, Chaco.
- 2005: Se anota en el Top Race V6 para el debut de la categoría. Se presenta a correr con un Alfa Romeo 156 representando al Club Atlético Independiente, equipo del cual es fanático, obteniendo el subcampeonato de ese año.
- 2007: Sufre un duro accidente a comienzos de año que lo aleja de la actividad por un año y medio.
- 2009: Retorna al automovilismo, corriendo en Turismo Carretera con su Torino Cherokee y en TRV6 con un Volkswagen Passat número 11.
- 2010: Turismo Carretera con Torino Cherokee. Top Race, con Mercedes-Benz Clase C número 11.
- 2011: Abocado exclusivamente a la Top Race V6 junto a su equipo CR Competición, termina en la 15.º ubicación. Su actuación más destacada se produjo en la 2.º fecha, la que se disputó en Santa Cruz do Soul, Brasil, al concluir en la 5.º posición. En tanto, presentándose de local en Comodoro Rivadavia, también obtuvo un destacado 6.º lugar.
- 2012: Nuevamente compite únicamente en Top Race V6 y se incorporó al PSG16 Team. Logró por primera vez clasificarse a la Etapa Final del torneo. En la mitad de las fechas terminó la final dentro de los 10 mejores, su mejor ubicación fue séptimo en Comodoro Rivadavia.
- 2013: Retornó al Turismo Carretera con un Torino Cherokee de PDE Gliemmo.

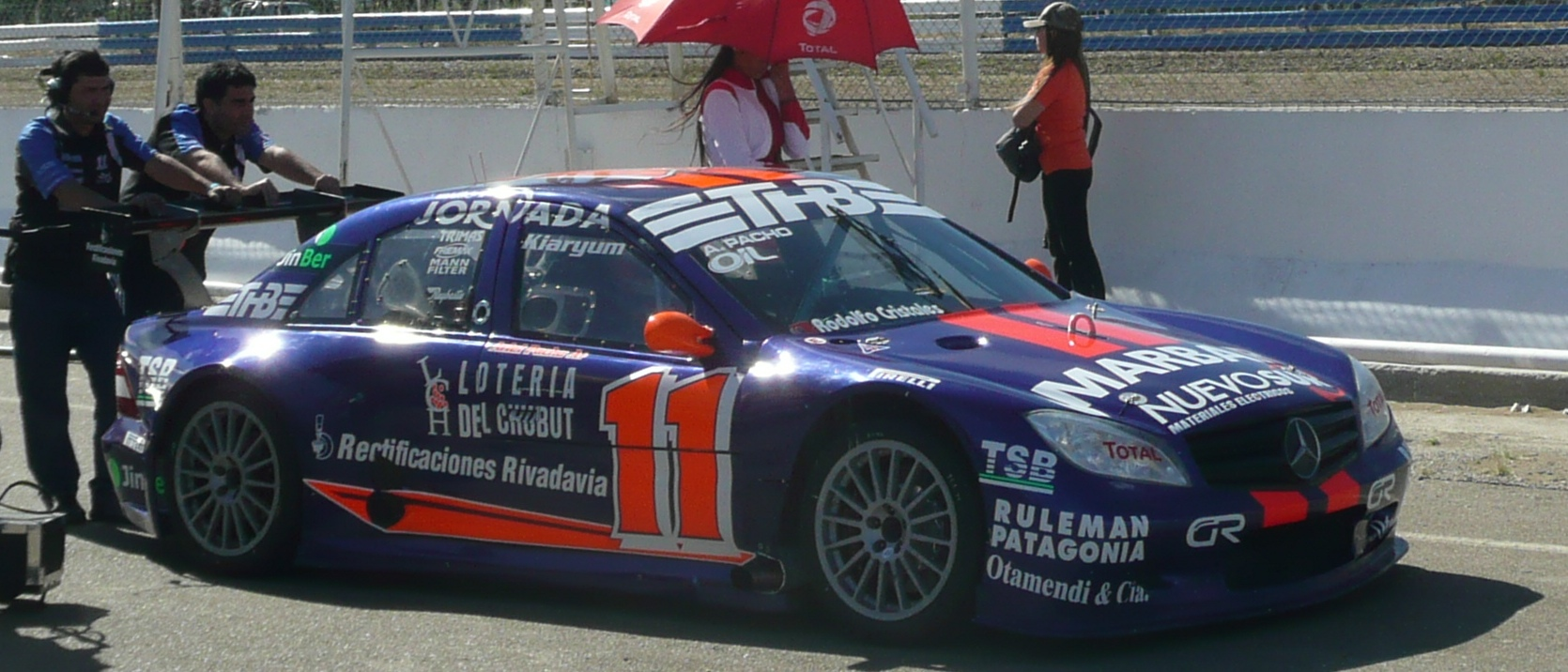
Ariel Pacho en el Autódromo General San Martín de Comodoro Rivadavia en el año 2011.

## Resultados

### Turismo Competición 2000
| Año  | Equipo             | Auto               | 1    | 2   | 3   | 4   | 5   | 6   | 7   | 8   | 9   | 10  | 11  | 12    | 13  | 14  | Res. | Puntos |
| ---- | ------------------ | ------------------ | ---- | --- | --- | --- | --- | --- | --- | --- | --- | --- | --- | ----- | --- | --- | ---- | ------ |
| 2004 |                    |                    | GR   | VIE | SJU | PAR | SL  | OBE | AG  | CON | RC  | SRA | BB  | BA    | RAF | MDP | -    | -      |
| 2004 | Fineschi Racing    | Honda Civic VI     |      |     |     |     |     |     |     |     |     |     |     | 21†   |     |     | -    | -      |
| 2005 |                    |                    | BA I | PAR | VIE | SJU | OLA | AG  | CUR | OBE | RAF | SRA | CON | BA II | SL  | GR  | -    | -      |
| 2005 | RV Competición     | Ford Focus I       |      |     |     |     |     |     |     |     |     |     |     | Ret   |     |     | -    | -      |
| 2006 |                    |                    | BA I | OLA | CR  | VIE | SFE | SJU | SRA | RES | CUR | SMM | GR  | BA II | OBE | PAR | -    | -      |
| 2006 | Edival Racing Team | Chevrolet Astra II |      |     |     |     |     |     |     |     |     |     |     | Ret   |     |     | -    | -      |

### Porsche Supercup
(Clave) (negrita indica pole position) (cursiva indica vuelta rápida)

| Año  | Escudería     | 1   | 2   | 3   | 4   | 5   | 6   | 7   | 8   | 9       | 10     | Pos. | Puntos |
| ---- | ------------- | --- | --- | --- | --- | --- | --- | --- | --- | ------- | ------ | ---- | ------ |
| 2019 | MRS GT-Racing | CAT | MON | RBR | SIL | HOC | HUN | SPA | MNZ | MEX Ret | MEX 19 | NC†  | 0†     |

- † Era piloto invitado, por lo que no sumó puntos.

## Palmarés
| Título     | Categoría                        | Automóvil       | Año  |
| ---------- | -------------------------------- | --------------- | ---- |
| Subcampeón | TC Comodorense                   | Chevrolet Chevy | 2000 |
| Subcampeón | Desafío Chrysler                 | Chrysler Neon   | 2000 |
| Subcampeón | TC Pista                         | Chevrolet Chevy | 2001 |
| Subcampeón | TRV6                             | Alfa Romeo 156  | 2005 |
| Campeón    | Porsche GT3 Cup Trophy Argentina | Porsche 911 GT3 | 2019 |